# The Counter Intrigue
The Counter Intrigue è un cortometraggio muto del 1915. Il nome del regista non viene riportato.

## Produzione
Il film fu prodotto dalla Essanay Film Manufacturing Company. Venne girato a Chicago, dove la casa di produzione aveva la sua sede principale

## Distribuzione
Distribuito dalla General Film Company, il film - un cortometraggio in tre rulli - uscì nelle sale cinematografiche USA il 10 luglio 1915.